# Símun av Skarði

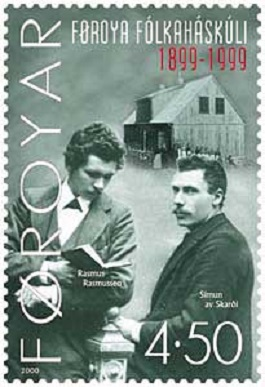
Rasmus Rasmussen till vänster och Símun till höger.

Símun av Skarði [ˈsʊimʊn ɛaf ˈskɛaɹɪ] , född 3 maj 1872 i Skarð på ön Kunoy, död 9 oktober 1942, var en färöisk högskolelärare, politiker och författare. Han är mest känd för dikten Mítt alfagra land som blev Färöarnas nationalsång. Han grundade den första färöiska folkhögskolan och var den första läraren som undervisade på färöiska.
Símun föddes i byn Skarð på Kalsoy, hans föräldrar var Elsa, född Matras från Viðareiði och Johannes Johannessen från Skarð. Namnet av Skarði betyder från Skarð.
På lärarseminariet i huvudstaden Tórshavn mötte han Sanna Jacobsen från Tórshavn. De två fick lärarexamen och förlovade sig år 1896. Redan då hade Símun bestämt sig för att inte arbeta i folkskolan. De skulle istället starta en folkhögskola för att utveckla den färöiska ungdomen. Símun av Skarði åkte samma år till Askov högskola i Danmark.
I Danmark träffade han för första gången landsmannen Rasmus Rasmussen och berättade för honom om sina planer på en färöisk folkhögskola. De två bestämde sig för att samarbeta och började med planeringen. De var elever på Askovs högskola i två år och därefter i ett år på Statens lärarhögskola i Köpenhamn. Símun studerade historia och språk. Senare gifte sig Rasmus Rasmussen med Símuns syster Anna Suffía.
Folkhögskolan, Føroya Fólkaháskúli, startades vintern 1899 i Klaksvík, i lokaler som de lånade av en köpman. Detta var den första skolan med färöiska som undervisningsspråk. Folkhögskolan flyttade år 1909 till Tórshavn. Símun var skolans ledare fram till sin död och den existerar än idag.
Símun af Skarði var också politiker. Han satt i Lagtinget från 1906 till 1914 för Sjálvstýrisflokkurin. Den 1 februari 1906 skrev han dikten Mítt alfagra land, som senare blev Färöarnas nationalsång. Han har fått en gata i Tórshavn uppkallad efter sig, Símunargøta. Vännen Rasmus Rasmussen blev hedrad med parallellgatan Rasmusargøta.
Símun och Sanna gifte sig år 1901 och fick barnen Sigrid av Skarði Joensen (1908-1975) och Jóhannes av Skarði (1911-1999).

## Verk
- Tú alfagra land mítt (1 februari 1906)
- Jólasálmar og morgun- og kvøldsálmar. Tórshavn: Fram 1913 (30 sidor, tillsammans med Jákup Dahl)
- Vár: sjónleikur í fimm pørtum. andra utgåvan - Tórshavn: Ungu Føroyar, 1960. (67 sidor)
- Streingir, ið tóna; red. Turið Sigurðardóttir
  - Streingir, ið tóna: Yrkingar. Tórshavn: Forlagið Fannir, 1998. ISBN 99918-49-20-3 (176 sidor)
  - Streingir, ið tóna II: Søguligar greinir, skaldskapur og søga. Tórshavn, Forlagið Fannir, 1999. ISBN 99918-49-25-4 (257 sidor)
  - Streingir, ið tóna III: Skald og skaldskapur, mál og upplýsing, mentan .... Tórshavn, Forlagið Fannir, 2000. ISBN 99918-49-27-0 (446 sidor)
  - Streingir, ið tóna IV: Søgur og ævintýr. Tórshavn, Forlagið Fannir, 2001. ISBN 99918-49-31-9 (274 sidor)
  - Streingir, ið tóna V: Søgur og ævintýr. Tórshavn, Forlagið Fannir, 2002. ISBN 99918-49-31-9 (102 sidor)
  - Streingir, ið tóna VI: Vár og Víkingarnir á Hálogalandi. Tórshavn, Forlagið Fannir, 2003. ISBN 99918-49-37-8 (161 sidor)
  - Streingir, ið tóna VII: Skaldsøgan Strondin bláa eftir Kristmann Guðmundsson. Tórshavn, Forlagið Fannir, 2005. ISBN 99918-49-38-6